# Pont de Grenelle
Pont de Grenelle-Cadets de Saumur, tidligere kendt blot som Pont de Grenelle, er en bro, der krydser Seinen i Paris. Broen forbinder byens 15. og 16. arrondissementer over øen Île aux Cygnes. Broen passerer tæt på replikaen af Frihedsgudinden, der er beliggende på Île aux Cygnes' sydlige spids.

## Navn
Den oprindelige bro fik sit navn fra Plaine de Grenelle (dansk: Grenelle-sletten). Grenelle var en kommune i Seine-departementet i 1830, men blev blev opslugt af udvidelsen af Paris' bygrænser i 1860.
Den 18. juni 2016 fik broen navnet "Pont de Grenelle-Cadets de Saumur" til ære for de studerende, der forsvarede broerne i Loire under den tyske invasion i 1940.

## Historie
Der er i alt bygget tre broer på det samme sted, der krydser Seinen over den kunstigt anlagte ø, Île aux Cygnes, der fungerede som digeanlæg.

### 1. Pont de Grenelle (1827)
Den første Pont de Grenelle blev designet af arkitekt Mallet, på initiativ fra fortalere for Beaugrenelle-distriktet i Paris' 15. arrondissement. På samme tidspunkt var Grenelle-sletten på modsatte side af Seinen genstand for et urbaniseringsprojekt, og flodhavnen Grenelle undergik omfattende udviklinger med opførelsen af et dige (kaldet Grenelle-diget) i 1825. I 1827 blev diget opmuret i forbindelse med opførelsen af broen og en flodsstation blev bygget på diget også. Grenelle-diget kaldes i dag Île aux Cygnes, der tager sit navn fra den tidligere ø, Île aux Cygnes, der ikke længere eksisterer.
Broen åbnede for fodgængere og vogne den 1. maj 1827 med varierende toldpriser fra 5 franc-cent for fodgængere til 25 franc-cent for vogne med to heste og, i forhold til dyr, 1 franc-cent for en gris, et får eller en ged, 2 franc-cent for et æsel og 5 franc-cent for en hest, okse eller ko.
I 1873 kollapsede denne bro fuldstændigt.

### 2. Pont de Grenelle (1874)
Året efter kollapset blev det besluttet, at der skulle opføres en seksbuet støbejernsbro designet af de to ingeniører Vaudrey og Pesson.
Den 16. juli 1918, under 1. Verdenskrig, eksploderede en granat fra Pariskanonen i Seinen mellem Pont de Grenelle og Pont Mirabeau. Den 6. august 1918 eksploderede en anden granat i Seinen ikke langt fra broen.

### 3. Pont de Grenelle (1968)
En erstatning til Pont de Grenelle blev undersøgt af ingeniører fra Paris' corps des ingénieurs des ponts, først fra 1959 til 1961 af Guy Grattesat og derefter fra 1962 til 1964 af Bernard Pilon, under ledelse af Jean Thénault, direktør for Seinens Navigationsservice, og med hjælp fra arkitekterne MM. Creuzot of Jabouille sammen med hr. Chauvel, chefarkitekt for Monument historique.
Jean François Coste, ingeniør i corps des ingénieurs des ponts, og hans assistent Jean Dutrieux havde ansvaret for genopbygningsarbejdet, som blev udført mellem 1966 og 1668 af virksomhederne Dodin og Courbot til betonfundamentet og betondelene og af Eiffage Métal for metaldækket.

## Arkitektur
Broen har to primære metalspænd på 85 meter, der krydser Seinen over øen Île aux Cygnes. Broen har et spænd på 20 meter over øen. På hver Seinebred er der et 15 meter betonspænd, der krydser gaderne på hver side. Broens totale længde er 220 meter og dens bredde er 30 meter (22 meter til kørebaner og 8 meter til fortove).